# Stigmidium hesperium
Stigmidium hesperium är en lavart som beskrevs av Kocourk., K. Knudsen & Diederich 2009. Stigmidium hesperium ingår i släktet Stigmidium och familjen Mycosphaerellaceae.   Inga underarter finns listade i Catalogue of Life.